# Youssef Chippo
Youssef Chippo  (Boujad, 10 mei 1973) is een Marokkaans voormalig profvoetballer die doorgaans als middenvelder speelde. Hij startte zijn carrière in Marokko en speelde vervolgens voor diverse clubs in Europa en het Midden-oosten. Chippo speelde tussen 1996 en 2006 drieënzeventig wedstrijden voor het Marokkaans voetbalelftal waarin hij negen keer scoorde.
Chippo was voor Marokko op zes eindtoernooien actief. Waaronder één keer het WK, vier keer de Afrika Cup en één keer de Olympische spelen.

## Clubcarrière
Chippo begon zijn carrière bij KAC Kénitra. In 1995 tekende hij voor het Saoedische Al-Hilal. Hij speelde daar één seizoen en vertrok toen naar Al Arabi. Daar speelde hij ook maar één seizoen omdat FC Porto hem wilde aantrekken. Hij speelde vervolgens twee seizoenen voor Porto, waar hij zijn talent toonde aan Europa. In 1999 tekende hij voor Coventry City destijds uitkomend in de Premier League, waar hij samen met mede-Marokkaans internationale Mustapha Hadji op het middenveld speelde. Chippo degradeerde met Coventry City in zijn tweede seizoen, maar hij bleef nog twee jaar bij de club. Nadat Coventry City in financiële problemen verzeild raakte, besloot de club hem in april 2003 te verhuren aan het Qatarese Al-Sadd, met een looptijd van zes maanden. Hij speelde echter tot 2005 bij Al-Sadd. Na zijn periode bij Al-Sadd kwam Chippo nog één seizoen uit voor Al-Wakrah SC voordat hij in 2006 definitief een punt achter zijn carrière zette.

## Interlandcarrière
Chippo werd geselecteerd door Marokko voor de Olympische Spelen van 1992. Verder kwam hij voor Marokko ook uit op het WK 1998 waar hij drie wedstrijden speelde, en een eigen doelpunt scoorde tegen Noorwegen. Hij speelde tussen 1998 en 2006 vier Afrika Cup’s. Hij werd na ruzie met de bondscoach Badou Zaki niet geselecteerd voor de Afrika Cup 2004 in Tunesië, waar Marokko de finale haalde. Hij werd wel weer geselecteerd door de nieuwe bondscoach Mohamed Fakhir voor de Afrika Cup 2006. Na het toernooi besloot hij een punt achter zijn interlandcarrière te zetten.
Chippo speelde in totaal 73 interlands en scoorde daarin negen keer.

## Erelijst
Al-Hilal
- Saudi Professional League

1995/1996
0
 FC Porto
- Primeira Liga

1997/98, 1998/1999
- Taça de Portugal

1997/98
- Portugese Supercup

1997/1998
0
 Al Sadd
- Qatari League

2003/2004
- Qatar Cup

2004/2005